# Tetrabezzia argentea
Tetrabezzia argentea är en tvåvingeart som beskrevs av Ingram och John William Scott Macfie 1923. Tetrabezzia argentea ingår i släktet Tetrabezzia och familjen svidknott.
Artens utbredningsområde är Nigeria. Inga underarter finns listade i Catalogue of Life.